# Hubert Cecil Booth
Hubert Cecil Booth (Gloucester, 4 luglio 1871 – Purley, 18 gennaio 1955) è stato un ingegnere inglese, noto per aver inventato il primo aspirapolvere elettrico.

## Date importanti
- 1901 inventa l'aspirapolvere e fonda una società di consulenza
- 1903 fonda la British Vacuum Cleaner Company
- 1905 esce il primo aspirapolvere elettrico